# Brenz (fiume)
La Brenz è un fiume tedesco che nasce a Königsbronn a circa 500 metri s.l.m. e dopo un percorso di 52,6 km sfocia nel Danubio a Lauingen. 

## Corso
Il bacino idrografico è di circa 860 km², dei quali solo 60 si trovano in Baviera, mentre il rimanente è nel Baden-Württemberg.
Già poco dopo la sorgente, la Brenz viene sbarrata formando il lago di Itzelberg, al cui estremo meridionale si trova la vecchia diga Härtsfeld-Albuch. Di qui inizia la valle del Brenz, orientata a sud e sudovest attraverso il circondario di Heidenheim e a Herbrechtingen-Eselsburg compie una svolta a sud di 180°. Tra Faimingen e Lauingen, il fiume sfocia, dopo circa 10 km nel circondario bavarese di Dillingen an der Donau, nel Danubio alla sua riva sinistra. 
La Brenz sfocia a circa 77 metri di altezza s.l.m. al di sotto della sua sorgente, compiendo il suo percorso con una pendenza media dell'1,5 ‰.
In lunghi tratti essa scorre in meandri ancora naturali attraverso i prati della valle. A tratti però il suo corso è canalizzato, coperto e rettificato, soprattutto nel tratto urbanizzato intorno a Heidenheim tra Schnaitheim e Bolheim.
A Bolheim una parte delle sue acque è posta in sicurezza e prende una scorciatoia sotterranea vicino a Herbrechtingen. La valle in quel tratto è pianeggiante e la parte in sicurezza scorre per un breve tratto in uno strato apposito, mentre il fiume stesso forma per oltre 7 km l'ansa sud di Eselsburg.

## Affluenti
(lunghezza in km e area bacino in km²)
- Ziegelbach, alla sinistra orografica, e nordovest, a circa 500 metri di altezza presso il monastero di Königsbronn, 2,5 km e 23,9 km².  Sgorga a circa 510 metri s.l.m. da una sorgente carsica ai piedi di una falesia sotto Königsbronn-Ziegelhütte. Questa amplissima sorgente – la Brenz è lunga da Brenztopf fino all'affluente del Ziegelbach proprio un quarto di chilometro – attraversa la parte sud della piana della valle di Urbrenz tra il Kocher- e la sorgente del Brenz.
- Pfeffer, dalla sinistra e nordnordest all'altezza del monastero di Königsbronn, 496,7 metri, 0,5 km e 0,1 km². Sgorga a circa 510 metri s.l.m. sotto Herrenstein e dietro una fonderia di Königsbronn, di una sorgente carsica stagnante.
- Ochsenberggraben, alla sinistra e nordovest poco prima della fine di Königsbronn, 0,4 km e 0,1 km².
- → (Uscita dall'Inselgraben), verso sinistra dopo il sottopassaggio della ferrovia di Brenz e direttamente di fronte al successivo lago, nel quale ora sfocia, per lasciarlo nuovamente in una uscita sulla sinistra.
- Attraversa a un'altezza di 495,6 il lago di Itzelberg prima di Königsbronn-Itzelberg, 6,4 ha.
- ← (Riflusso dell'Inselgraben), poco dopo entrambi gli emissari del lago alla sinistra, a un'altezza di 493,0 in Itzelberg, 0,7 km e 2,3 km².
- Siebterfussgraben, alla destra e complessivamente verso nord a un'altezza di circa 492 metri s.l.m. dopo il mulino, di fronte a Heidenheim an der Brenz-Aufhausens, 1,7 km e 0,8 km².  Sgorga a circa 493 metri s.l.m. sotto il Brünneleskopf del Brenz.
- (Canale del mulino), dopo e da destra in Heidenheim-Schnaitheim, 0,2 km.
- Badenberggraben, alla sinistra e a est-nordest a un'altezza di circa 490 metri, 0,5 km e chiaramente sotto gli 0,1 km². Sorge a un'altezza di circa 495 metri s.l.m. accanto all'incrocio di Nattheimer Straße con Knupfertal Straße.
- Möhntalgraben, alla sinistra e complessivamente nordest a un'altezza di circa 490 metri s.l.m. all'impianto di depurazione tra Schnaitheim e Heidenheim, 3,1 km e 31,4 km². Sorge a un'altezza di circa 511 metri s.l.m.
- Passa una palude sulla sinistra nel percorso nel parco in Heidenheim a una quota sui 490 metri s.l.m., 0,1 ha.
- Stadtbach, verso e da destra al di sotto di 490 metri s.l.m.; alla fine interna del parco di Brenz, 0,4 km.
- Wedel o Wedelgraben, da destra e complessivamente da ovest in Heidenheim
- Haintalgraben, alla sinistra ed a est a circa 484 metri infine sotto la Alexanderstraße di Heidenheim, 3,3 km e 10,1 km².
- → (Partenza dal canale della centrale di Zoeppritex), verso destra
- Darmbach, alla sinistra in Mergelstetten
- ← (Riflusso del canale della centrale di Zoeppritex), da destra
- Triebwerkskanal Wangenmühle, verso e da destra
- Orstelgraben, da destra.
- Klosterbach, da destra presso Anhausen-Riedmühle sul confine di Bolheim
- Kiesertalgraben, da destra
- Altwasser, alla sinistra
- Torrente dallo Stockbrunnen, alla sinistra in Herbrechtingen
- Klosterbach, da destra in Herbrechtingen
- Höllbach, alla sinistra in Giengen an der Brenz, 4,5 km 16,8 km².
- Espachgraben o Aischbach, alla sinistra in Giengen
- Hürbe, da destra tra Hermaringen e Bergenweiler
- Siechenbach, verso destra poco prima di Gundelfingen an der Donau
- → (diramazione del Kleinen Brenz), verso destra
- Zollsaulgraben, da destra, proprio dopo la diramazione nella piccola Brenz
- ← (Riflusso del Kleine Brenz), verso destra poco prima di Gundelfingen an der Donau
- Seegraben, alla sinistra in Gundelfingen
- Auengraben, alla sinistra in Gundelfingen
- Aspengraben, da destra prima di Faimingen

## Località attraversate o toccate
- Königsbronn
- Itzelberg
- Aufhausen
- Schnaitheim
- Heidenheim an der Brenz
- Mergelstetten
- Neubolheim
- Bolheim
- Anhausen (Riedmühle)
- Dettingen am Albuch (Bindstein)
- Eselsburg
- Herbrechtingen
- Giengen an der Brenz
- Hermaringen
- Bergenweiler
- Brenz an der Brenz
- Sontheim an der Brenz
- Bächingen an der Brenz
- Gundelfingen an der Donau
- Echenbrunn
- Faimingen
- Lauingen